# Rallye des Monts Dôme

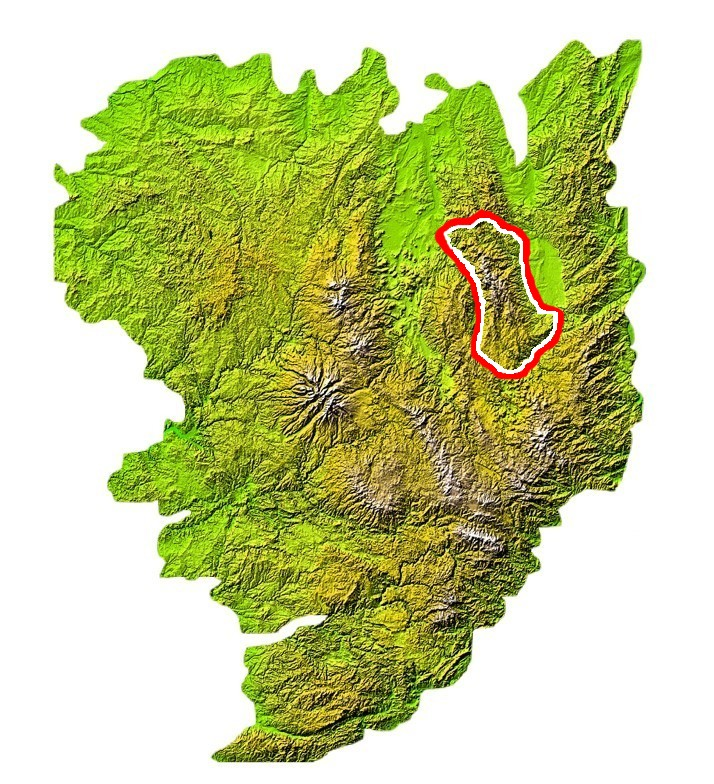
Monts du Forez sur la carte du Massif central

Le Rallye des Monts Dôme (ou Rallye Dôme-Forez, anciennement Rallye Livradois-Forez) est une épreuve de rallye française se déroulant sur asphalte annuellement dans les Monts du Forez comptant pour la Coupe de France des rallyes.

## Organisation
Le rallye national des Monts Dôme est organisé par l'Association Sportive Automobile Dôme-Forez (l'ASAC Dôme-Forez) avec le concours de l'écurie Chignore de Courpière, la FFSA et la Ligue du Sport Automobile d'Auvergne.
Il se déroule habituellement durant le dernier week-end du mois d'octobre. D'abord couru dans les Monts Dôme, il se tient depuis 1998 au cœur du Parc naturel régional Livradois-Forez. Les vérifications, les parcs Départ - Arrivée - Assistance et Regroupement se tiennent au pré de la Foire, au bas de la ville de Thiers. La spéciale Le Trévy - Augerolles (par D41, D102, D97, D313, D45) fait figure de classique de l'épreuve.

## Histoire
Le rallye est comptabilisé en championnat de France National (2e division) et en Coupe de France des rallyes. En 1976, il a été l'une des manches du Championnat de France des rallyes (D1). 
Parmi ses vainqueurs, on trouve notamment Patrick Depailler, Bernard Darniche et Nicolas Vouilloz. Le pilote le plus titré est Jean-Marie Cuoq qui l'a remporté à neuf reprises. Michel Teilhol, André Sirot et Stéphane Brun comptent chacun trois victoires.
En raison de la pandémie de Covid-19, la 51e édition de l'épreuve programmée en 2020 a été reportée en octobre 2021.

## Anecdotes
- Jean-Marie Cuoq a remporté l'édition 2015 avec pour copilote Gilles Traimond, sous-préfet alors en poste à Thiers.
- Le pays de Thiers accueille également la Course de Côte régionale de Courpière ainsi que, sur les routes des Bois Noirs, le Rallye Régional de la Coutellerie et du Tire-Bouchon.

## Palmarès

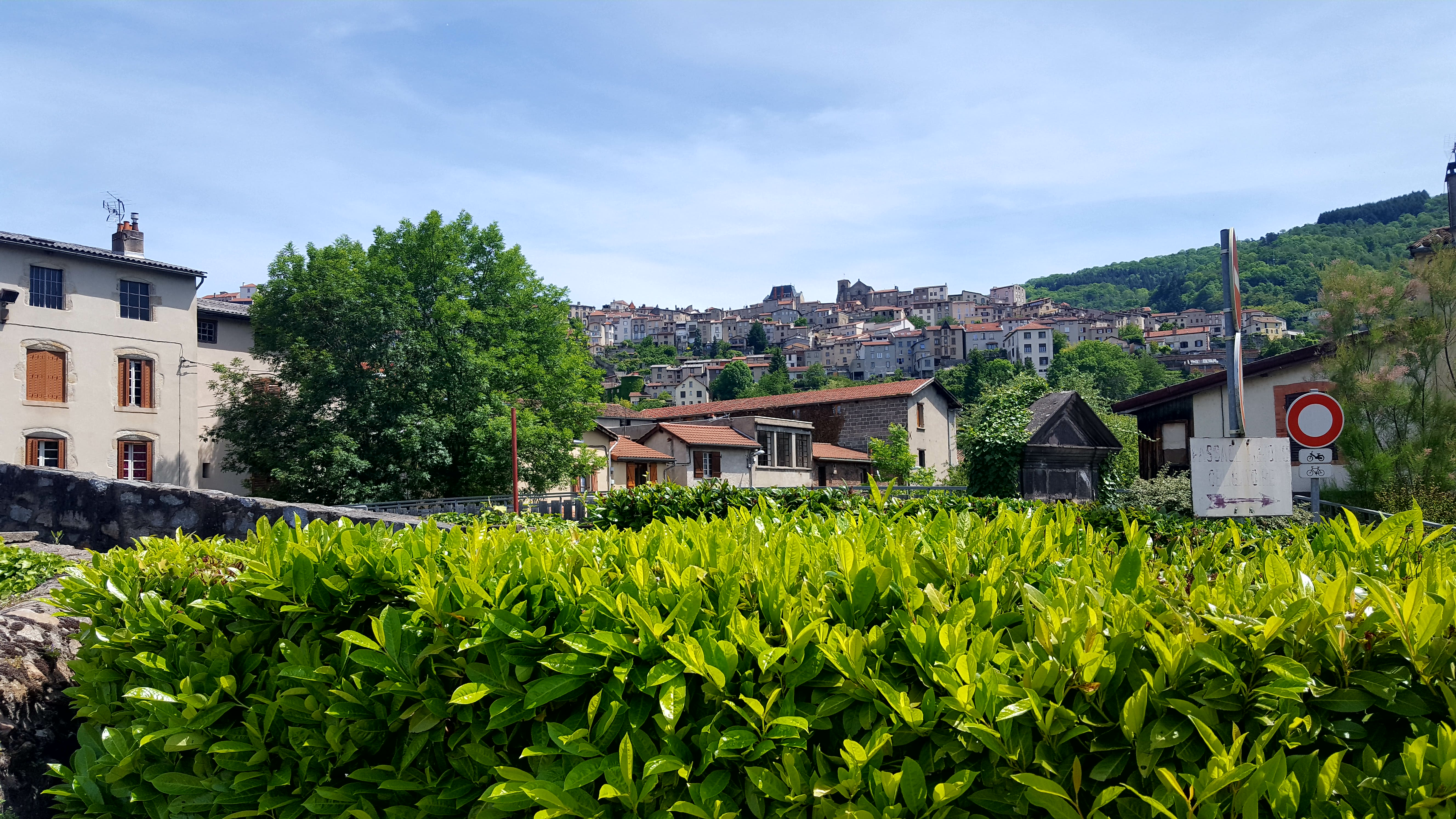
Thiers, ville départ du rallye des Monts Dôme.

| Année | Pilote                                 | Copilote                               | Voiture                                |
| ----- | -------------------------------------- | -------------------------------------- | -------------------------------------- |
| 1970  | Robert Jarrier                         | Vincent                                | Alpine A110                            |
| 1971  | Patrick Depailler                      | Bernard Vasset                         | Alpine A110                            |
| 1972  | Bernard Verdier                        | Bernard Vasset                         | Alpine A110                            |
| 1973  | Roland Charrière                       | Chantal Chouvel                        | Alpine A110                            |
| 1974  | Jean-Louis Clarr                       | Jean-François Fauchille                | Opel Ascona                            |
| 1975  | Guy Fréquelin                          | Jacques Delaval                        | Alfa Romeo Giulia 2000 GTV             |
| 1976  | Bernard Darniche                       | Alain Mahé                             | Lancia Stratos HF                      |
| 1977  | Bernard Dubessay                       | ?                                      | Porsche 911                            |
| 1978  | Michel Teilhol                         | Françoise Teilhol                      | Porsche 911                            |
| 1979  | Michel Teilhol                         | Françoise Teilhol                      | Porsche 911                            |
| 1980  | Michel Teilhol                         | Françoise Teilhol                      | Porsche 911                            |
| 1981  | Philippe Touren                        | Jean-Louis Alric                       | Renault 5 Turbo                        |
| 1982  | Gilbert Sau                            | Annie Albis                            | Renault 5 Turbo                        |
| 1983  | Dominique de Meyer                     | Bernard Occelli                        | Renault 5 Turbo                        |
| 1984  | Bruno Bouscary                         | Pierre Guérin                          | Renault 5 Turbo                        |
| 1985  | Alain Serpaggi                         | Françoise Lelièvre                     | Renault 5 Turbo                        |
| 1986  | Dominique de Meyer                     | Jean-Pierre Champeau                   | Renault Maxi 5 Turbo                   |
| 1987  | Gérard Pradelle                        | Yannick Roussel                        | Peugeot 205 GTI                        |
| 1988  | William Oddoux                         | Didier Kollefrath                      | Ford Sierra Cosworth                   |
| 1989  | Jacques Tasso                          | Michèle Ranchoux                       | Ford Sierra Cosworth                   |
| 1990  | Jacques Tasso                          | Michèle Ranchoux                       | Ford Sierra Cosworth                   |
| 1991  | Jean Égal                              | Remy Fredouelle                        | Ford Sierra Cosworth                   |
| 1992  | Bernard Lagorsse                       | Dominique Usai                         | Porsche 911                            |
| 1993  | François Grandjean                     | Yvan Mauffrey                          | BMW M3                                 |
| 1994  | André Sirot                            | Yvan Adam                              | Peugeot 309 S16                        |
| 1995  | Jean-Pierre Champeau                   | Marc Archer                            | Ford Escort Cosworth                   |
| 1996  | Hugues Delage                          | Marc Archer                            | BMW M3                                 |
| 1997  | Sylvain Polo                           | Gilles Mondésir                        | Renault Megane Maxi                    |
| 1998  | Jean-Marie Cuoq                        | Alain Cuoq                             | Renault Clio Kit Car                   |
| 1999  | Jean-Marie Cuoq                        | Philippe Janvier                       | Renault Megane Maxi                    |
| 2000  | Alain Roure                            | Marie Lachand                          | Porsche 911                            |
| 2001  | André Sirot                            | F. Chèze                               | Peugeot 306 Kit Car                    |
| 2002  | Jean-Marie Cuoq                        | Philippe Janvier                       | Peugeot 306 Maxi                       |
| 2003  | Jean-Marie Cuoq                        | Philippe Janvier                       | Citroën Xsara Kit Car                  |
| 2004  | Yves Pezzutti                          | René Michel                            | Renault Clio Maxi                      |
| 2005  | Jean-Pierre Landon                     | Isabelle Sicard                        | Peugeot 306 Kit Car                    |
| 2006  | Éric Thuel-Chassaigne                  | Marjorie Thuel-Chassaigne              | BMW 318 Compact                        |
| 2007  | Éric Thuel-Chassaigne                  | Marjorie Thuel-Chassaigne              | BMW 318 Compact                        |
| 2008  | André Sirot                            | Raphaël Navarro                        | Peugeot 206 RC                         |
| 2009  | Nicolas Vouilloz                       | Nicolas Klinger                        | Peugeot 207 S2000                      |
| 2010  | Stéphane Brun                          | Charlène Denizou                       | Citroën Saxo KC                        |
| 2011  | Stéphane Brun                          | Charlène Denizou                       | Citroën Saxo KC                        |
| 2012  | Stéphane Brun                          | Charlène Denizou                       | Citroën Saxo S1600                     |
| 2013  | Nicolas Bernardi                       | Fabrice Gordon                         | Peugeot 207 S2000                      |
| 2014  | Jean-Marie Cuoq                        | Valérie Cuoq                           | Citroën C4 WRC                         |
| 2015  | Jean-Marie Cuoq                        | Gilles Traimond                        | Citroën C4 WRC                         |
| 2016  | Pascal Trojani                         | Jean-Noël Vesperini                    | Skoda R5                               |
| 2017  | Jean-Marie Cuoq                        | Valérie Cuoq                           | Skoda R5                               |
| 2018  | Stéphane André                         | Nicolas Saint-Martin                   | Skoda R5                               |
| 2019  | Jean-Marie Cuoq                        | Eric Vallon                            | Citroën Xsara                          |
| 2020  | Épreuve annulée (pandémie de Covid-19) | Épreuve annulée (pandémie de Covid-19) | Épreuve annulée (pandémie de Covid-19) |
| 2021  | Jean-Marie Cuoq                        | Eric Vallon                            | Citroën C4 WRC                         |
| 2022  | Épreuve annulée à cause de la neige    | Épreuve annulée à cause de la neige    | Épreuve annulée à cause de la neige    |
| 2023  | Thibault Habouzit                      | Loic Declerck                          | Škoda Fabia R5                         |

## Véhicules historiques de compétition
Depuis 2003, il existe également une version "historique" de la compétition (Rallye national VHC des Monts-Dômes) comptant pour la coupe de France (France Cup VHC).
| Année | Pilote                                 | Copilote                               | Voiture                                |
| ----- | -------------------------------------- | -------------------------------------- | -------------------------------------- |
| 2004  | Frédéric Chambon                       | Franck Volvic                          | Porsche 911                            |
| 2005  | Pascal Pauget                          | Arnaud Verne                           | Porsche 911                            |
| 2006  | Bruno Alligier                         | Dovy Elmalan                           | Alpine-Renault A110 1600               |
| 2007  | Jean-Luc Alfero                        | Philippe Moreau                        | Alpine-Renault A110 1800               |
| 2008  | Jean-Luc Alfero                        | Philippe Moreau                        | Alpine-Renault A110 1800               |
| 2009  | Bernard Dées                           | Daniel Mirambeau                       | Talbot Sunbeam Lotus                   |
| 2010  | Dominique Depons                       | Jean Bourgoin                          | Ford Escort RS 1800 MKII               |
| 2011  | Gérard Morière                         | Odette Gabella                         | Porsche 911 SC                         |
| 2012  | Jean-Charles Sevelinge                 | Hélène Main-Debard                     | Opel Kadett GT/E                       |
| 2013  | Maurice Perraud                        | Céline Passemard                       | Ford Escort RS 2000 MKII               |
| 2014  | Guy Delsol                             | Victor Vacher                          | Opel Kadett GT/E                       |
| 2015  | Jean-Pierre Del Fiacco                 | Alain Godin                            | Renault 5 Turbo                        |
| 2016  | Maurice Perraud                        | Fiona Perraud                          | Ford Escort RS 2000 MKII               |
| 2017  | Frédéric Chambon                       | Patrick Milleville                     | Porsche 930 Turbo 3.3                  |
| 2018  | Frédéric Chambon                       | Patrick Milleville                     | Porsche 930 Turbo 3.3                  |
| 2019  | épreuve annulée                        | épreuve annulée                        | épreuve annulée                        |
| 2020  | Épreuve annulée (pandémie de Covid-19) | Épreuve annulée (pandémie de Covid-19) | Épreuve annulée (pandémie de Covid-19) |
| 2021  | Bourgin Thierry                        | Bourgin Sandrine                       | Ford Sierra RS Cosworth                |
| 2022  | épreuve annulée à cause de la neige    | épreuve annulée à cause de la neige    | épreuve annulée à cause de la neige    |
| 2023  | Meunier Johann                         | Meunier Dayan                          | Renault 5 GT Turbo                     |